# 1953-as keletnémet felkelés

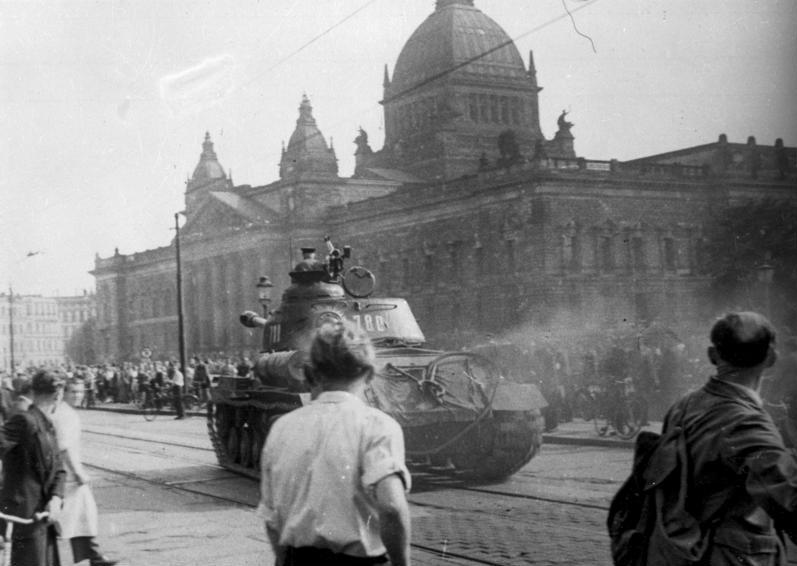
Egy szovjet ISZ–2 tank Lipcsében 1953. június 17-én

Az 1953-as keletnémet felkelés a kommunista rendszer elleni első népfelkelés volt, ami az NDK-ban zajlott le 1953 júniusában. Június 16-án közel ezren tüntettek Berlinben a létfeltételek romlása miatt, és szabad választásokat követeltek. Az építőmunkások sztrájkja átterjedt az egész országra. Június 17-én több mint 270 helyen zavargások törtek ki az NDK-ban. A 600 üzemben folytatott sztrájkokban közel 300-400 ezer ember vett részt. Kelet-Berlin mellett Magdeburg, Halle és Lipcse, valamint a Bitterfeld, Merseburg és Leuna közti iparvidék volt a sztrájkok központja. A tiltakozó tömegek szabad választásokat, a politikai foglyok szabadon bocsátását, és Németország egységének visszaállítását követelték. A megmozdulások ellen június 17-én 13 óra körül a szovjet megszálló hatalom kihirdette a szükségállapotot. Június 18-ra a helyzet normalizálódott. A megtorlás során mintegy 20 ezer személyt letartóztattak, 3 ezer főt börtönbüntetésre ítéltek. Közel 200 tüntető életét vesztette, 21 személyt pedig a statáriális bíróság ítélt halálra és végeztetett ki.

## Előzmények
1953 tavaszán a nyugatra menekülők nagy száma egyre inkább aggasztotta a moszkvai vezetést. A kialakult helyzet megoldására Intézkedések a Német Demokratikus Köztársaság politikai helyzetének javítására címmel intézkedést fogadott el a szovjet kormány 1953. június 2-án. Hruscsov, Malenkov, Molotov és Berija fogadta Moszkvában Walter Ulbricht főtitkárt és Otto Grotewohl miniszterelnököt, akiket élesen bíráltak a kialakult helyzet miatt.
A szovjet fél utasította a németeket, hogy a Német Szocialista Egységpárt oszlassa fel az életképtelen termelőszövetkezeteket, növelje a fogyasztási cikkek termelését, illetve erősítse meg a törvényességet és az állampolgári jogok védelmét. Ulbricht és Grotewohl 1953. június 5-i hazatérése után az NSZEP Politikai Irodája június 9-én elfogadta az új irányvonalat. Főbb intézkedései növelték a fogyasztási cikkek kínálatát, segítették az önként bezárt kiskereskedések újranyitását. Az elhagyott mezőgazdasági egységeket és birtokokat visszajuttatták nyugatra menekült tulajdonosaiknak, amennyiben visszatértek. Az NSZK-ból érkezők zónaközi utazási engedélyének kiadását megkönnyítették, valamint eltörölték az élelmiszerjegyek korlátozását, és visszavontak egyes áremeléseket.
A tömegek mindezeket a kedvezményeket úgy értelmezték, hogy az NSZEP felvállalta múltbéli hibáit, és igyekeztek kihasználni az alkalmat újabb engedmények kierőszakolására. Így az eredeti terv, mely a tömegek megnyugtatására és a feszültségek enyhítésére irányult, kudarcot vallott, és éppen az ellenkezőjét érte el.

## A felkelés

### Június 15–16.

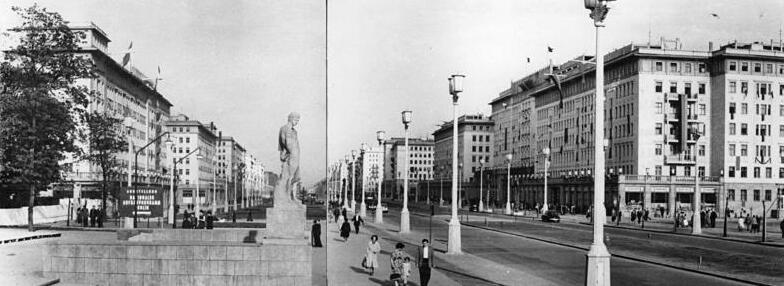
A Stalinallee 1953 májusában

A tiltakozások június elejétől egyre gyakoribbá váltak. Az elégedetlenkedők jelentős részét a munkásság tette ki, hiszen amíg a saját földön gazdálkodók, a kisiparosok és a kereskedők engedményeket kaptak, addig a munkásokat érintő normaemelésekhez nem nyúlt a kelet-német vezetés. A mozgolódások a Stalinallee építőmunkásai körében kezdődtek meg. A hatalmat ez rendkívül érzékenyen érintette, hiszen a propaganda szerint itt a nélkülözhetetlen élmunkások dolgoztak. A fő mozgatórugójuk az volt, hogy bérüket 10%-kal csökkentették.
Június 15-én a friedrichshaini kórház (közel a Stalinallee-hoz) építőmunkásai nem vették fel a munkát, ehelyett levelet fogalmaztak Grotewohlnak. A normaemelés eltörlését szorgalmazó levelet háromfős delegáció vitte a Minisztériumok Házához. A levél hamarosan a többi jelentősebb építkezéshez is eljutott, így egy kiterjedt sztrájkmozgalom volt kialakulóban. A friedrichschaini munkások nem kaptak választ a levelükre, ehelyett június 16-án reggel magas rangú szakszervezeti vezetők érkeztek, akik munkafelvételre szólították fel a dolgozókat, és kijelentették, hogy semmiképpen nem állnak el a normaemeléstől. Erre reagálva a Stalinalle dolgozói a Minisztériumok Házához vonultak, a demonstráció hamarosan több ezer fősre duzzadt. A hatalom a helyzet folyamatos változására nem tudott reagálni. A „Szabadok akarunk lenni!” és a „Szabad választásokat akarunk!” jelszavakat hirdető tömeg 13 óra 45 perc körül ért a Minisztériumok Házához.
Ulbricht beszéde az NSZEP gyűlésén nélkülözött minden realitást. A párttagokat felszólította, hogy szálljanak szembe a nyugat-berlini provokátorokkal, ugyanis állítása szerint a „dolgozó nép pártja ilyen történtek miatt nem lesz ideges.” A tüntetések egész éjbenyúlóan folytatódtak, a szovjet vezetés pedig úgy döntött, hogy saját kezébe veszi a helyzet kezelését.

### Június 17.

#### Berlin
Június 17-én reggel megkezdődtek az első letartóztatások. A délelőtti órákban a tüntetés több helyen nyílt felkelésbe csapott át. A tüntetők az állami bolthálózat üzleteit megtámadták, kirakatokat dobáltak be. A börtönök és rendőrkapitányságok előtt a tömeg a fogvatartottak szabadon bocsátását követelte. A rendfenntartó erők képtelenek voltak rendet tartani, ugyanis fegyvert nem mertek használni, mivel a szovjetek ezt megtiltották nekik.
A Minisztériumok Házánál a rendőrségi becslések szerint már délelőtt 60 ezer ember tartózkodott, békés hangulatban. A hátul állók azonban kezdték előrenyomni az elöl állókat, akik a rendőrfalnak ütköztek. Ők ezt támadásnak értékelték, és a KVP (népi rendőrség) bevetése mellett döntöttek délelőtt 10 óra körül. Gumibotokkal vonultak a tömeg ellen, akik pedig kövekkel és botokkal válaszoltak. Az összecsapásnak számos sérültje volt. A Brandenburgi kapunál egy fiatal tüntető letépte a kapu tetejére tűzött vörös zászlót, amit társai nagy ovációval fogadtak. Helyére fekete-piros-arany színű nemzeti lobogót szerettek volna tűzni, de ezt a szovjet katonaság megakadályozta, tüzet nyitott a kapura felmászókra.
Ulbricht főtitkárt és Grotewohl miniszterelnököt Vlagyimir Szemjonov főbiztos a szovjet hadsereg németországi főhadiszállására szállíttatta. A keletnémet vezetést lényegében fogva tartották Karlshorstban. Erre azért volt szükség, mert a felkelés vidékre való kiterjedése miatt a helyzet kezdett végleg kicsúszni az NDK vezetésének kezéből. Hruscsov utasítására az erő alkalmazása mellett döntöttek. Az NDK-ban közel 500 ezer fős szovjet haderő állomásozott. Dél környékén tankokkal és páncélozott csapatszállítókkal érkeztek meg a Minisztériumok Háza elé, ahol már fegyverrel is felléptek a felkelők ellen. 13 órakor kihirdették a rendkívüli állapotot, betiltottak minden 3 főt meghaladó csoportosulást, és este 21 és hajnali 5 óra között kijárási tilalmat rendeltek el. A rendelkezés megszegőivel szemben rögtönítélő bíróságokat állítottak fel. A szovjet és német fegyveresek igyekeztek riasztólövésekkel oszlatni, de esetenként előfordultak tömegbe lövések is. Az áldozatok nagy része azonban eltévedt, illetve lepattanó golyóktól vesztette életét. Egyes városokban kivégzésekre is sor került, de Berlinben erre nem volt példa.
A délutáni és esti órákra sikerült a tüntetőket feloszlatni, Berlinben helyreállt a rend. Andrej Grecsko marsall, a Kelet-Németországban állomásozó szovjet erők főparancsnoka 16 óra 30 perckor jelentette Moszkvának, hogy a csapataik ellenőrzés alatt tartják Berlint. Június 18-ára gyakorlatilag nyugalom uralkodott Kelet-Berlinben. Ennek ellenére a szovjetek július 11-ig fenntartották a rendkívüli állapotot.